# Horloge radio-pilotée

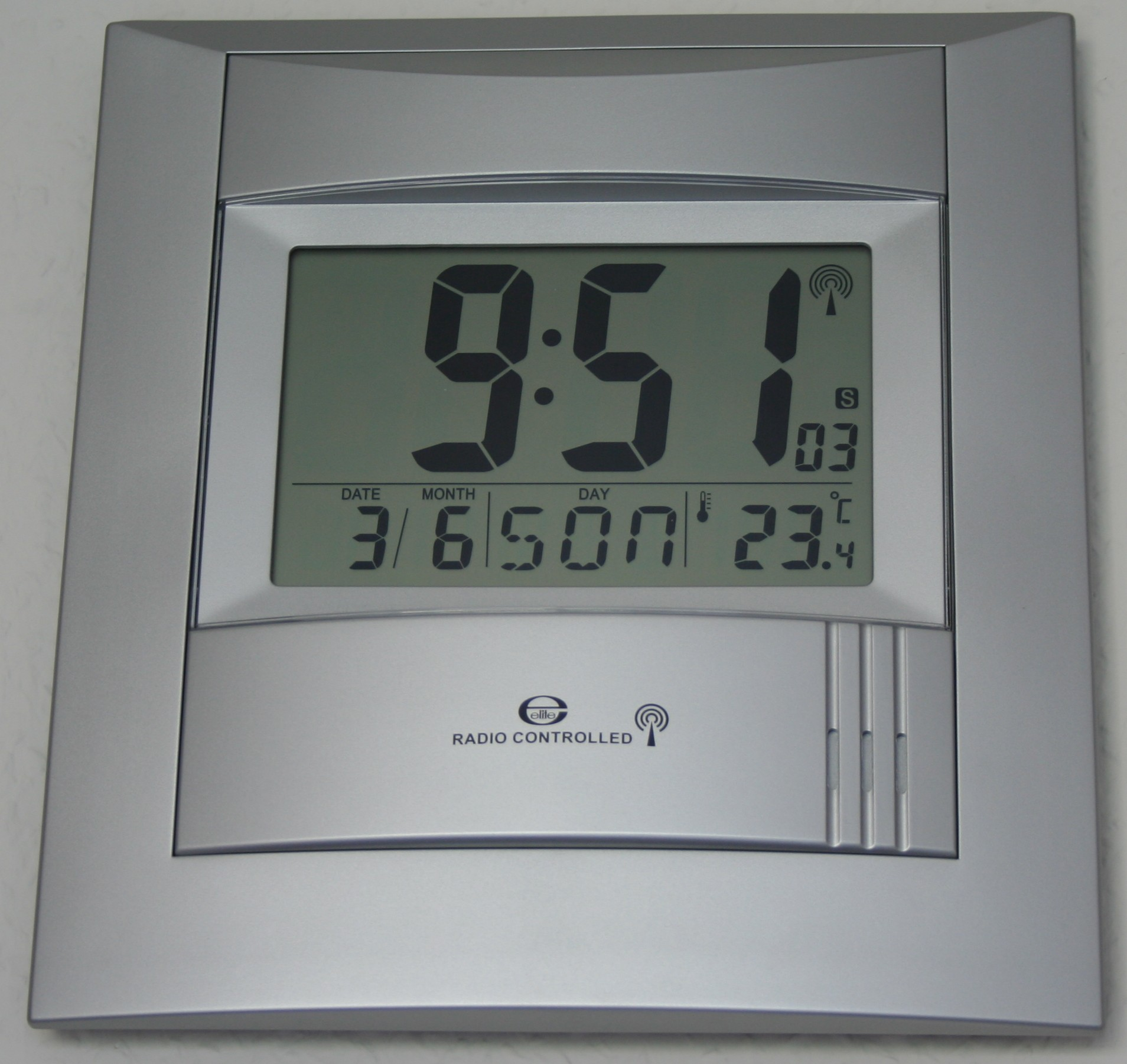
Exemple d'horloge radio-pilotée (vendue en Europe) s'auto-synchronisant régulièrement par réception d'un signal horaire radio spécifique.

Une horloge radio-pilotée (parfois référencée RCC selon son sigle en anglais signifiant : « Radio-Controlled Clock ») est une horloge qui est synchronisée sur un signal horaire émis par une station disposant d'une référence de temps, par exemple une horloge atomique. 
Une horloge radio-pilotée peut être synchronisée sur les signaux d'un émetteur unique (comme DCF77 en Allemagne, ou celui d'Allouis en France) ou bien sur de multiples émetteurs comme ceux des satellites du système GPS. Les horloges radio-pilotées peuvent être des horloges décoratives, des montres, des horloges d'ordinateur, ou d'autres systèmes qui ont besoin de disposer de l'heure avec précision.

## Systèmes à émetteur unique
Les deux tableaux ci-dessous fournissent une liste de stations émettant en ondes longues puis en ondes courtes.

### Stations d'émission en ondes longues
| Fréquence | Indicatif | Pays        | Situation                 | Type d'antenne                                                                     | Puissance | Remarques |
| --------- | --------- | ----------- | ------------------------- | ---------------------------------------------------------------------------------- | --------- | --- |
| 40 kHz    | JJY       | Japon       | Mont Otakadoya, Fukushima | tête capacitive, hauteur 250 m                                                     | 50 kW     | |
| 60 kHz    | GBZ       | Royaume-Uni | Anthorn, Cumbria          |                                                                                    | 17 kW     | |
| 60 kHz    | JJY       | Japon       | Mont Hagane, Kyūshū       | tête capacitive, hauteur 200 m                                                     | 50 kW     | |
| 60 kHz    | WWVB      | États-Unis  | Fort Collins, Colorado    | Deux têtes capacitives, hauteur 122 m                                              | 70 kW     | |
| 66,6 kHz  | RBU       | Russie      | Elektrougli, Moscou       |                                                                                    | 10 kW     | |
| 68,5 kHz  | BPC       | Chine       | Xi'an                     |                                                                                    |           | |
| 75 kHz    | HBG       | Suisse      | Prangins                  |                                                                                    | 20 kW     | Démolition en septembre 2012 |
| 77,5 kHz  | DCF77     | Allemagne   | Mainflingen, Hesse        | antennes verticales omni-directionnelles avec tête capacitive, hauteur 150 m       | 50 kW     | |
| 77,5 kHz  | BSF (en)  | Taïwan      | Chungli                   |                                                                                    | 1 kW      | |
| 162 kHz   | TDF       | France      | Allouis                   | Deux mâts en treillis métallique haubanés, hauteur 350 m, alimentation par le haut | 800 kW    | Modulation de phase sur la porteuse de France Inter. Arrêt des grandes ondes effectué le 31 décembre 2016 ; le signal horaire reste transmis. |

### Stations d'émission en ondes courtes
| Fréquence | Indicatif | Pays       | Situation              | Type d'antenne | Puissance | Remarques                                            |
| --------- | --------- | ---------- | ---------------------- | -------------- | --------- | ---------------------------------------------------- |
| 2,5 MHz   | BPM       | Chine      | Xi'an                  |                |           |                                                      |
| 2,5 MHz   | WWV       | États-Unis | Fort Collins, Colorado |                | 2,5 kW    | Signal horaire en BCD sur une sous-porteuse à 100 Hz |
| 2,5 MHz   | WWVH      | États-Unis | Kekaha (en), Hawaii    |                | 5 kW      | Signal horaire en BCD sur une sous-porteuse à 100 Hz |
| 3,33 MHz  | CHU       | Canada     | Ottawa, Ontario        |                | 3 kW      | Signal horaire en Bell 103 300 bauds                 |
| 5 MHz     | BPM       | Chine      | Xi'an                  |                |           |                                                      |
| 5 MHz     | WWV       | États-Unis | Fort Collins, Colorado |                | 10 kW     | Signal horaire en BCD sur une sous-porteuse à 100 Hz |
| 5 MHz     | WWVH      | États-Unis | Kekaha, Hawaii         |                | 10 kW     | Signal horaire en BCD sur une sous-porteuse à 100 Hz |
| 7,85 MHz  | CHU       | Canada     | Ottawa, Ontario        |                | 10 kW     | Signal horaire en Bell 103 300 bauds                 |
| 10 MHz    | BPM       | Chine      | Xi'an                  |                |           |                                                      |
| 10 MHz    | WWV       | États-Unis | Fort Collins, Colorado |                | 10 kW     | Signal horaire en BCD sur une sous-porteuse à 100 Hz |
| 10 MHz    | WWVH      | États-Unis | Kekaha, Hawaii         |                | 10 kW     | Signal horaire en BCD sur une sous-porteuse à 100 Hz |
| 14,67 MHz | CHU       | Canada     | Ottawa, Ontario        |                | 3 kW      | Signal horaire en Bell 103 300 bauds                 |
| 15 MHz    | BPM       | Chine      | Xi'an                  |                |           |                                                      |
| 15 MHz    | WWV       | États-Unis | Fort Collins, Colorado |                | 10 kW     | Signal horaire en BCD sur une sous-porteuse à 100 Hz |
| 15 MHz    | WWVH      | États-Unis | Kekaha, Hawaii         |                | 10 kW     | Signal horaire en BCD sur une sous-porteuse à 100 Hz |
| 20 MHz    | WWV       | États-Unis | Fort Collins, Colorado |                | 2,5 kW    | Signal horaire en BCD sur une sous-porteuse à 100 Hz |